# Skydd mot främmande arter
Skydd mot främmande arter är skyddsåtgärder och föreskrifter som syftar till att hindra vissa arter att komma ut i en naturmiljö där de inte förekommer naturligt. Skydd mot främmande arter kan motiveras genom försiktighetsprincipen då konsekvenserna av den främmande artens etablering i naturmiljön kan befaras vara negativa eller är okända.